# Castelnau-de-Brassac
Castelnau-de-Brassac (okzitanisch: Castèlnòu de Braçac) ist eine Commune déléguée in der französischen Gemeinde Fontrieu mit 733 Einwohnern (Stand: 1. Januar 2018) in Südfrankreich. Seit dem 1. Januar 2016 ist die Ortschaft und zuvor selbständige Gemeinde ein Teil (Commune déléguée) der Gemeinde Fontrieu im Département Tarn und im Arrondissement Castres.

## Lage
Castelnau-de-Brassac liegt etwa 22 Kilometer ostnordöstlich von Castres. Hier entspringt der Vernoubre. Der Agout liegt im Südwesten.

## Geschichte
1824 gründete der Orden der St. Josephschwestern hier einen Konvent.

### Bevölkerungsentwicklung
| Jahr                       | 1962  | 1968  | 1975 | 1982 | 1990 | 1999 | 2006 | 2012 | 2018 |
| -------------------------- | ----- | ----- | ---- | ---- | ---- | ---- | ---- | ---- | ---- |
| Einwohner                  | 1.169 | 1.059 | 925  | 872  | 805  | 803  | 784  | 754  | 733  |
| Quellen: Cassini und INSEE |       |       |      |      |      |      |      |      |      |

## Sehenswürdigkeiten
- Rotunde von Oulias